# Aurel Rădulescu
Aurel Rădulescu (n. 13 august 1953, Adamclisi, România – d. 7 aprilie 1979, Hannover, RFG), cunoscut și ca Aurică Rădulescu a fost un fotbalist român, care a jucat ca atacant la Farul Constanța și Sportul Studențesc București, precum și la Echipa națională de fotbal a României.

## Biografie
S-a născut la Adamclisi, într-o familie numeroasă (era cel mai mic dintre cei cinci băieți). Ulterior, familia sa s-a stabilit în Constanța.
A început să joace fotbal pe maidanul din cartierul Brătianu, acolo unde a copilărit, apoi pe terenul din curtea școlii la care a învățat. Acolo l-a descoperit antrenorul de la Farul Constanța, Adam Munteanu, care mergea prin școlile din oraș să caute copii talentați la fotbal. Așa a ajuns micul Aurică să joace la grupele de copii ale echipei Farul Constanța, apoi la juniori. Apoi, a jucat la echipa mare, fiind remarcat de antrenorii de atunci ai clubului de la malul mării.
În 1973 s-a transferat la Sportul Studențesc București, echipă care revenise în Divizia A și își începuse perioada de ascensiune pe prima scenă a fotbalului românesc. A fost împrumutat în 1974 divizionarei B FC Galați, revenind în același an la Sportul Studențesc. A fost unul dintre cei mai buni jucători ai Sportului Studențesc, remarcându-se îndeosebi prin tehnicitate și orientare tactică. Aceste calități au fost remarcate și Ștefan Kovács, selecționerul echipei naționale a României, Aurică Rădulescu jucând în șase meciuri ale reprezentativei naționale.
A murit în mod tragic la vârsta de numai 25 de ani, sărind dintr-un tren în ce se pusese în mișcare la Hanovra.
Fostul său antrenor de la Sportul Studențesc, Mircea Rădulescu, spunea cu regret:
„Era un jucător care făcea diferența și nu mai găsim astăzi asa ceva. Era un jucător din galeria lui Gicu Dobrin, Puiu Iordănescu, Gică Hagi. Ăsta a fost motivul pentru care Pisti Kovacs începuse să-l aducă la echipa națională”.

## Activitatea fotbalistică

### Cluburi la care a jucat
- Farul Constanța: 1967-1973
- FC Galați: 1974 (Divizia B)
- Sportul Studențesc București: 1973-1974 și 1975-1979[5][6]

### La echipa națională
Aurel Rădulescu a jucat în șase meciuri pentru România, inclusiv două meciuri în cadrul calificările pentru Euro 1980.